# Ces merveilleux fous volants dans leurs drôles de machines
Pour plus de détails, voir Fiche technique et Distribution.
Ces merveilleux fous volants dans leurs drôles de machines (titre original : Those Magnificent Men in their Flying Machines, or How I Flew from London to Paris in 25 Hours and 11 Minutes) est un film britannique réalisé par Ken Annakin, sorti en 1965.

## Synopsis
1910 : sous l'influence de sa fille, la ravissante Patricia, et du futur mari de celle-ci, le fringant Richard Mays, passionné d'aviation, lord Rawnsley, propriétaire du plus important journal d'Angleterre, organise une course aérienne Londres-Paris. Les 10 000 livres sterling offertes au vainqueur ne manquent pas d'attirer les meilleurs pilotes du monde : l'Américain Orvil Newton, le Français Pierre Dubois, grand amateur de femmes, le comte italien Ponticelli, le colonel prussien von Holstein, le très britannique Sir Percival Ware-Armitage et le Japonais Yamamoto se présentent ainsi sur la ligne de départ.

## Fiche technique
- Titre original : Those Magnificent Men in their Flying Machines, or How I Flew from London to Paris in 25 Hours and 11 Minutes
- Titre français : Ces merveilleux fous volants dans leurs drôles de machines
- Réalisation : Ken Annakin, assisté de Don Sharp
- Scénario : Jack Davies et Ken Annakin
- Histoire : Jack Davies, d'après son roman
- Photographie : Christopher Challis
- Montage : Gordon Stone et Anne V. Coates
- Musique : Ron Goodwin
- Producteur : Stan Margulies
- Société de production : 20th Century Fox
- Pays d'origine :  Royaume-Uni
- Langues : anglais, français, allemand, italien
- Budget : ~ 5 600 000 $ US
- Recette :  France ~ 1 281 771 entrées en salles
- Format : Couleur — 35 mm — 2.35 : 1 — Son : Stéréo
- Genre : Comédie, Film d'aventures
- Durée : 133 minutes
- Dates de sortie :
  - Royaume-Uni : 16 juin 1965
  - États-Unis : 16 juin 1965
- Affiche : Giuliano Nistri (Italie)

## Distribution
- Stuart Whitman (VF : Michel Roux) : Orvil Newton
- Sarah Miles (VF : Jeanine Freson) : Patricia Rawnsley
- James Fox (VF : Philippe Mareuil) : Richard Mays
- Robert Morley (VF : Henri Virlojeux) : Lord Rawnsley
- Alberto Sordi (VF : Dominique Tirmont) : Comte Emilio Ponticelli
- Terry-Thomas (VF : Maurice Nasil) : Sir Percival Ware-Armitage
- Jean-Pierre Cassel (VF : Jean-Pierre Cassel) : Pierre Dubois
- Gert Fröbe (VF : Claude Bertrand) : Colonel Manfred von Holstein
- William Rushton (VF : Roger Tréville) : Tremayne Gascoyne
- Karl Michael Vogler (VF : Jean-Claude Michel) : Capitaine Rumpelstoss
- Sam Wanamaker (VF : André Valmy) : George Gruber
- Eric Sykes : Courtney
- Benny Hill (VF : Jacques Marin) : Chef des pompiers Perkins
- Tony Hancock (VF : Philippe Dumat) : Harry Popperwell
- Davy Kaye (VF : Guy Piérauld) : Jean-Pascal
- Flora Robson (VF : Hélène Tossy) : La mère supérieure
- Irina Demick (VF : Michèle Bardollet) : Brigitte / Ingrid / Marlene / Françoise / Yvette / Betty
- Red Skelton (VF : Philippe Dumat) : L'homme de Néanderthal
- Yujiro Ishihara (VF : Serge Lhorca) : Yamamoto
- Maurice Denham (VF : Jean Violette) : Le capitaine du chalutier
- John Le Mesurier : Le peintre français
- Jeremy Lloyd : Lieutenant Parsons

## Autour du film
- Ronald Searle est l'auteur des génériques (début, interlude et fin).

### Vidéographie
- zone 2 : Those Magnificent Men in their Flying Machines (Ces merveilleux fous volants dans leurs drôles de machines), 20th Century Fox Home Entertainment, 2005,  (EAN 8-712626-018513)